# The Parachute Club
The Parachute Club war eine Dance-, World-Music- und Disco-Pop-Formation aus Toronto, Kanada. Die Gruppe bestand von 1982 bis 1988. Einige ihrer Titel avancierten zu Hits – darunter Rise Up, ein Stück, das sich gegen Diskriminierung richtete und vor allem in der Schwulen- und Lesben-Szene großen Anklang fand. 1988 löste sich die Band auf. Mit teils geänderter Besetzung formierte sie sich im neuen Jahrtausend jedoch zeitweilig neu.

## Geschichte
Die Gründungsmitglieder von Parachute Club lernten sich Ende der 1970er in der Dance-, Pop- und World-Music-Szene der kanadischen Metropole Toronto kennen. Lorraine Segato (Gesang und Gitarre) und Keyboarderin Lauri Conger hatten zusammen bei Mama Quilla II gespielt, einer Rockformation, die sich mit ihrer Musik für die Rechte von Schwulen und Lesben einsetzte. Schlagzeuger Billy Bryans war seit den frühen 1970ern in der Downchild Blues Band aktiv; darüber hinaus betätigte er sich auch als Produzent. Saxophonistin Margo Davidson hatte unter anderem für Candy Dulfer sowie den kanadischen Singer-Songwriter Gary O’Connor gearbeitet. Unmittelbare Vorläuferband von Parachute Club war die Band V, ein Nachfolgeprojekt von Mama Quilla II, an dem sowohl Segato als auch Bryans beteiligt waren. Auslöser für die Gründung von Parachute Club war ein Gig 1982 auf dem Toronto International Film Festival. Komplettiert wurde die neue Formation durch die Percussionistin und Sängerin Julie Masi, den Bassisten Steve Webster und den Gitarristen Dave Gray.
Das erste Album mit dem Titel The Parachute Club erschien 1983. Die Erstveröffentlichung wurde von Daniel Lanois produziert, einem bekannten Musiker und Produzenten, der unter anderem für Brian Eno gearbeitet hatte. Das musikalische Gerüst bildete ein Mix aus Dance, Disco-, Soul- und Rockmusik. Darüber hinaus bestimmten New-Wave-Anklänge sowie einige World-Music-Stile wie Reggae, Soca und andere karibische Richtungen stark den Sound der Gruppe. Die Stücke variierten zwischen schnelleren Dance-Nummern und langsameren Balladen. Die Musik der Gruppe war einerseits zwar eingängig und stark auf Tanzbarkeit ausgerichtet, textlich rückten Parachute Club jedoch stark soziale und gesellschaftspolitische Themen in den Mittelpunkt wie beispielsweise die Diskriminierung sexueller Minderheiten oder Rassismus. Die Single-Auskoppelung Rise Up avancierte zum erfolgreichsten Stück der Band. Das Stück, das sich für das Niederreißen sexueller Barrieren aussprach, avancierte in Kanada zum Hit und wurde im Folgejahr mit dem Juno Award als beste Single des Jahres ausgezeichnet.
Die vom Erstalbum bekannte Mischung aus World-Music-angereichertem Dance und sozialkritischen Texten verfolgten Parachute Club auch auf dem 1984 erschienenen Album At The Feet Of The Moon weiter. Produzent war Michael Beinhorn, ein aus New York stammender Musiker, der in den 1990ern vor allem mit seinen Produktionen im Bereich Grunge, Metal und Hip-Hop bekannt wurde. International verlegt wurden Parachute Club zwischenzeitlich von RCA; die Distribution in Deutschland erfolgte durch das DKP-nahe Label pläne. Mit der Single-Auskoppelung des Titelstücks At The Feet Of The Moon erzielte die Band erneut einen Top-40-Hit. Das dritte Album, die 1986 erschienene LP Small Victories, enthielt ebenfalls Charts-platzierte Single-Auskoppelungen, neben dem Titelsong das Stück Love Is Fire. Love Is Fire, das im Duett von Parachute-Club-Leadsängerin Lorraine Segato und dem US-amerikanischen Sänger John Oates gesungen und 1987 mit dem Juno Award für den besten Musikclip des Jahres ausgezeichnet wurde. Als nicht auf einem Album enthaltene Einzelsingle erschien 1987 Big Big World. Weitere Veröffentlichungen: Eine Remix-EP mit dem Titel Moving Thru’ The Moonlight und schließlich, vier Jahre nach Auflösung der Formation, das Best-Of-Album Wild Zone: The Essential Parachute Club.
Bereits in den Vorjahren hatte es mehrere Besetzungswechsel gegeben. Bassist Webster hatte die Band 1983 verlassen, um mit Billy Idol zusammenzuarbeiten. Als temporärer Ersatz für Live-Auftritte sprang zunächst Russ Boswell ein; neuer fester Bassist ab Mitte 1984 war Keir Brownstone. Julie Masi verließ die Gruppe 1987. Ersetzt wurde sie durch die Sängerin und Percussionistin Rebecca Jenkins. Mitbegründerin Lauri Conger verließ die Band im gleichen Jahr. Die offizielle Auflösung der Gruppe erfolgte Anfang 1989. Ein Teil der Bandmitglieder arbeitete weiter als professionelle Musiker, andere zogen sich nach Auflösung von Parachute Club aus dem Musikmetier zurück. 1998 kam es zu Kontroversen wegen der Weiterverwendung des Erfolgstitels Rise Up. Mehrere Ex-Mitglieder der Band legten Protest ein gegen die Verwendung von Rise Up als musikalische Untermalung einer Pizza-Werbung, welche der US-amerikanische Fertiglebensmittel-Konzern McCain Foods geschaltet hatte. Da die Verwendung des Songs allerdings von EMI Music Canada autorisiert worden war, konnten die Bandmitglieder lediglich einen „moralischen Protest“ zum Ausdruck bringen. Eine von den Musikern autorisierte Verwendung hingegen fand das Stück im Rahmen der Wahlkampfkampagne der sozialdemokratisch ausgerichteten New Democratic Party 2003. 2014 veröffentlichten Parachute Club einen neuen Remix des Stücks.
2005 kam es zu einer ersten Reunion der Gruppe. Anlass war ein gemeinsamer Revival-Auftritt mit der kanadischen Pop- und New-Wave-Formation Martha and The Muffins. Masi, Conger, Webster und Davidson gehörten der neuen Formation nicht an; zu den Ur-Mitgliedern Segato, Bryans und Gray gesellten sich die Schwestern Mystic und Miranda Walsh sowie der Keyboardspieler Ashley Wey. Die neue Formation absolvierte zwar Live-Auftritte, nahm allerdings kein neues Material auf. Nach einer längeren Inaktivitätsphase bis 2011 absolvierte die Bands erneut eine Serie von Auftritten. Überschattet wurde die zweite Reunion durch den Tod zweier Gründungsmitglieder: Margo Davidson starb im Mai 2008 im Alter von 50, Billy Bryans im April 2012 im Alter von 63.

## Stil und Kritiken
Sowohl in Texten und Musik als auch in öffentlichen Stellungnahmen propagierten die Mitglieder von Parachute Club offensiv ihre Vorstellungen von einer multikulturellen Gesellschaft. Das Zustandekommen der stark von ethnischer Vielfalt geprägten Musikszene ihrer Heimatstadt Hamilton Ende der 1970er führte Sängerin Lorraine Segato auf günstige Gelegenheiten zurück – niedrige Immobilienpreise aufgrund der wirtschaftlichen Rezession. Segato: „Künstler zogen ein, weil es nirgendwo sonst erschwinglich zu leben. Das Interessanteste an Parachute Club war die Explosion auf die Szene. Viele verschiedene Strömungen kamen zusammen, und all das geschah zur gleichen Zeit. Es war eine Stadt, die eine enorme Vielfalt in sich aufnahm: Einwanderer aus der Karibik, chilenische Dissidenten – all diese Leute kamen und brachten ihre Musik mit.“ Die Philosophie der Gruppe habe, so Segato und Keyboarderin Conger, sozusagen auf der Parole „Abstimmung mit den Füssen“ basiert. Aus dem Grund habe man starke, tanzbare Dance-Beats als Grundlage genommen. Hinzugekommen sei die bewusste Entscheidung, Beats aus anderen Teilen der Welt zu verwenden. Das politische Konzept der Gruppe umriss Sängerin Segato mit einem Zitat der Anarchistin Emma Goldman: Wenn die Revolution nicht tanzbar sei, dann sei es nicht die ihre.
In ihrem Heimatland Kanada wurde die Formation seitens der Kritik wohlwollend, zum Teil enthusiastisch aufgenommen. Der Musikkritiker Greg Quill charakterisierte die Band 2005 in der Tageszeitung Toronto Star mit folgender Beschreibung: „Kein musikalisches Kollektiv brachte die Stimmung im Toronto der 1980er derart auf den Punkt wie The Parachute Club. Ihre heiße, Soca-durchtränkte Tanzmusik transportierte wichtige Nachrichten über die sozialen Veränderungen, die Toronto zu der Zeit durchlebte, über die Experimente in Sachen sozialer, sexueller und persönlicher Politik sowie über die Notwendigkeit von Hoffnung und Mut in einer Zeit, in der die lokalen und globalen Führungspersönlichkeiten eher desorientiert wirkten.“ In Deutschland fand die Gruppe zwar punktuell Beachtung, konnte sich allerdings gegen die Doppelpräsenz aus internationalem Pop und deutschen Produktionen nicht durchsetzen. Die Musikzeitschrift Musikexpress rezensierte das Album Small Victories mit den Worten: „Was sie zehn Songs lang vorexerzieren, überzeugt auch so: durch aufgeregte Perkussivität, ausgeklügelte, tanzbare Rhythmen, durch die gekonnte Verquickung elektrischer und elektronischer Instrumente, durch immer transparent bleibendes Arrangement-Puzzle, durch intelligente Texte, sängerisches Herz und profunde Musikalität.“

## Diskografie

### Studioalben
- 1983: The Parachute Club (Current/RCA)
- 1984: At The Feet Of The Moon (Current/RCA)
- 1986: Small Victories (Current/RCA)

### Remixes und Sampler
- 1985: Moving Thru’  The Moonlight (EP; Current/RCA)
- 1992: Wild Zone: The Essential Parachute Club (BMG / EMI International)

### Singles
- 1983: Rise Up
- 1983: Alienation
- 1984: Boy’s Club
- 1984: At The Feet Of The Moon
- 1985: Act Of An Innocent
- 1986: Love Is Fire
- 1986: Love And Compassion
- 1986: Walk To The Rhythm
- 1987: Big Big World